# Estany de Gerber
L'estany de Gerber és un estany d'origen glacial a la vall de Gerber, situada a la capçalera de la vall d'Àneu. És un dels pocs estanys grans (14.4 ha de superfície) no alterats per l'obra hidràulica i un dels més profunds (63 m). La conca orientada cap al nord-est té el cim dels Pics de Bassiero (2887 m) com a punt més alt. Té 284 ha de superfície i diversos estanys i estanyets de diferents mides. Es troba a una altitud de 2165 m.

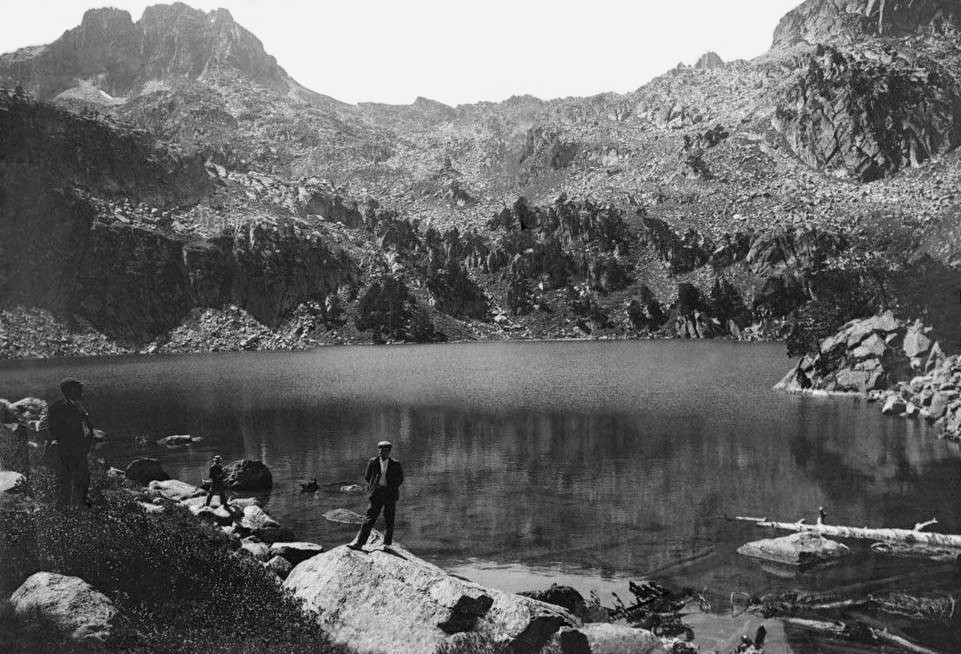
L'estany en una imatge d'entre 1880 i 1926

La vegetació de la conca està formada per gespets (prats de Festuca eskia), tot i que també hi són abundants els prats de Carex curvula i les pinedes de pi negre (Pinus uncinata) amb neret (Rhododendron ferrugineum). És un estany molt oligotròfic, i tot i la seva poca altitud no hi ha cap espècie de planta aquàtica.
La fauna de l'estany conté dues espècies de peixos introduïdes, la truita comuna (Salmo trutta) i el barb roig (Phoxinus phoxinus), i als estanyets de la conca hi ha granota roja (Rana temporaria). Pel que fa als crustacis, és dels pocs estanys amb dues espècies de copèpodes calanoids (Diaptomus cyaneus i Eudiaptomus vulgaris) fet només present a alguns estanys grans i algun altre cas excepcional.
L'estat ecològic és Bo segons la classificació de la Directiva Marc de l'Aigua. Està actualment inclòs dintre del Parc Nacional d'Aigüestortes i Estany de Sant Maurici. El seu estat de conservació és bo. Degut a ser un estany gran que es troba clarament per sota el límit del bosc i, que ha sobreviscut a l'aprofitament massiu de l'obra hidràulica, resulta molt singular i caldria fer tot el possible perquè segueixi així en el futur.